# Agenda (entreprise)
Pour les articles homonymes, voir Agenda (homonymie).
Agenda Co., Ltd. (株式会社アジェンダ) est une entreprise japonaise de développement et d'édition de jeu vidéo, fondée en 1990. Elle développe également d'autres logiciels en dehors du domaine vidéoludique.

## Titres
Titre publié
- Doraemon 4: Nobita to Tsuki no Oukoku (1995, SNES)
- Pai Chenjan sur PlayStation 2

Titres développés
- 42 jeux indémodables sur Nintendo DS
  - Wi-Fi Taiou: International Daredemo Asobi Taizen sur Nintendo DS
- Pai Chenjan sur PlayStation 2